# SpVgg Deichsel 1919 Hindenburg
SpVgg Deichsel 1919 Hindenburg was een Duitse voetbalclub uit Hindenburg, dat tegenwoordig de Poolse stad Zabrze is.

## Geschiedenis
De club werd in 1923 opgericht nadat de overheid besliste dat voetbalclubs zelfstandig moesten worden van de sportclubs. De voetbalafdeling van TV Deichsel Hindenburg, die in 1919 opgericht werd, werd zo zelfstandig onder de naam SpVgg Deichsel 1919 Hindenburg. De naam Deichsel verwijst naar het bedrijf Drahtseilwerke Adolf Deichsel A. G.
De club begon in de Opper-Silezische competitie en speelde in het eerste jaar meteen de finale van de Gau Gleiwitz, die ze verloren van SC Vorwärts 1917 Gleiwitz. Het volgende seizoen werd de club laatste en doordat de competitie herleid werd naar twee reeksen moesten ze eerst een kwalificatieronde spelen, waarin ze slechts vierde werden en daardoor degradeerden. In 1926 werd de club kampioen in de tweede klasse, maar doordat de competitie hierna naar één reeks herleid werd kwam er opnieuw een kwalificatieronde waarin Deichsel het opnam tegen zeven andere eersteklassers, maar de club werd tweede en kon zo promotie afdwingen. De club werd een vaste waarde in de hoogste klasse, maar wel als middenmoter. De beste notering was een gedeelde derde plaats met Vorwärts-RaSpo Gleiwitz in 1930.
In 1933 werd de competitie geherstructureerd nadat de NSDAP aan de macht kwam in Duitsland. Alle competities van de Zuidoost-Duitse voetbalbond werden afgevoerd en vervangen door de Gauliga Schlesien. De club was zesde geëindigde en plaatste zich niet voor de Gauliga en ging in de Bezirksliga Oberschlesien spelen. De club werd meteen kampioen en nam met SC Schlesien Haynau en Polizei SV Breslau deel aan de promotie-eindronde, waarin ze tweede werden en promoveerden.
In het eerste seizoen in de Gauliga werd de club vijfde. Het volgende seizoen eindigde de club samen met SC Vorwärts Breslau op een degradatieplaats, maar Breslau redde zich door een beter doelsaldo. Het volgende seizoen werd de club vierde in de Bezirksliga.
Hierna fuseerde de club met oude partner TV Deichsel Hindenburg tot TuS Hindenburg 09, nu het weer toegestaan was dat voetbalclubs en sportclubs onder hetzelfde dak speelden.